# École pythagoricienne
L’école pythagoricienne fondée par Pythagore (580-495 av. J.-C.) en Grande-Grèce constitue une confrérie à la fois scientifique et religieuse : le pythagorisme repose en effet sur une initiation et propose à ses adeptes un mode de vie éthique et alimentaire, ainsi que des recherches scientifiques sur le cosmos. Bien que le terme d'école philosophique soit contesté et qu'on préfère généralement parler de secte pour le pythagorisme, cette association religieuse, politique et philosophique dura neuf ou dix générations, et a joui d'une très grande notoriété aussi bien dans l'antiquité grecque que romaine. Ses membres adoptèrent le vocable d’études, en grec μαθήματα / mathếmata, pour désigner les multiples branches du savoir qui constituaient leur science particulière : ils explorèrent la science des nombres, les bases de l'acoustique et la théorie musicale, les éléments de la géométrie, le mouvement des étoiles et la cosmologie, tout en adhérant à la doctrine de la religion orphique sur la transmigration des âmes.
Le pythagorisme et la légende qui s'est formée autour de lui ne sont pas dénués d'obscurités et de sujets à controverse. En distinguant entre « ceux qu'on appelle les Pythagoriciens » et Pythagore lui-même, Aristote évite de se prononcer sur les liens exacts entre leur pensée et celle du philosophe ; la tradition postérieure, ignorant cette distinction, a sans doute favorisé la fabrication d'un grand nombre de textes pseudépigraphes attribués à Pythagore ou aux Pythagoriciens anciens. Ce n'est qu'à partir du IIIe siècle apr. J.-C. qu'apparaissent les premiers exposés relatifs au mode de vie pythagoricien. Après la mort de Pythagore, l'école a été dirigée par son épouse, la mathématicienne Théano.

## Règles de l’enseignement
Au témoignage de Platon dans la République, Pythagore aurait été un maître influent et bien-aimé, fondateur d'un style de vie apte à garantir une heureuse destinée de l'âme dans l'au-delà. On entrevoit son enseignement à travers les maximes pythagoriciennes citées par Aristote et transmises en grande partie par Jamblique; elles ont été désignées par les termes d’άκούσματα / akoúsmata, « choses entendues », et de σύμβολα / súmbola, « mots de passe ou choses à interpréter ». D'après une indication de Jamblique qui remonterait à Aristote, l’enseignement pythagoricien a pu ainsi être divisé en deux parties : une partie pour les « acousmaticiens », (ἀκουσματικοί / akousmatikoí), les non encore initiés, et une pour les initiés, les « mathématiciens ». Mais cette distinction pourrait aussi être le signe du schisme que connurent les communautés pythagoriciennes en crise, les « acousmaticiens » restant attachés aux enseignements orphiques, et tenant pour fondamentales les prescriptions et les interdictions de la confrérie, tandis que les « mathématiciens », plaçant la doctrine du nombre au centre du pythagorisme, s'orientaient vers la science, comme on le voit pour le pythagorisme très vivant de Tarente et des colonies de Thèbes et de Phlionte. L'enseignement est oral ; était-il secret ? Isocrate dans son Éloge de Busiris rapporte que les pythagoriciens étaient réputés pour leur silence, sans qu'on sache s'il fait allusion à leur maîtrise de soi ou bien à une interdiction de parler faite aux néophytes. Ce qui est sûr, c'est qu'à toutes les questions qu'on leur posait, les initiés répondaient, en se référant à leur Maître : « C'est ainsi parce qu'il l'a dit (en grec αὐτός ἔφα / autós épha) ». Une partie au moins de la doctrine devait rester secrète, par exemple la division des animaux rationnels en trois groupes, tandis que pouvaient être divulguées les idées philosophiques et les démonstrations mathématiques qui furent en effet publiées par Philolaos ou Archytas. Quant à la transmission du savoir entre disciples, elle est indissociable du respect des règles morales de l'amitié fraternelle dans son ensemble : règle du silence, respect du grade d’initiation des disciples. L’école pythagoricienne est ainsi une confrérie tant religieuse que scientifique.

## Doctrine
Aristote dans le Protreptique cite Pythagore comme un fondateur, modèle de l'idéal de vie contemplative, βίος θεωρητικός / bíos theôrêtikós, et ancêtre de la philosophie de Platon. Mieux encore, comme l'a reconnu Simone Weil, la doctrine pythagoricienne imprègne tous les aspects de la civilisation grecque, « presque toute la poésie, presque toute la philosophie, la musique, l'architecture, la sculpture, toute la science en procède, arithmétique, géométrie, astronomie, mécanique, biologie. La pensée politique de Platon (sous sa forme authentique, c'est-à-dire telle qu'elle est exposée dans le Politique) en découle. Elle embrassait presque toute la vie profane » : c'est dire l'importance de la pensée pythagoricienne pour comprendre l'antiquité grecque.

### Principes
- Le limitant et l'illimité : Pour les pythagoriciens, l'univers tout entier est constitué à partir du mélange de deux principes, ce qui limite, qui détermine, qui arrête, τὸ πέρας - τὸ περαίνον / tò péras - tò peraínon, et ce qui est illimité, τὸ ἄπειρον / tò ápeiron. C'est le principe qui limite qui toujours domine.

Philolaos de Crotone, figure centrale du pythagorisme ancien, est le premier pythagoricien à avoir laissé une œuvre écrite. Dans son livre, Philolaos rend compte du cosmos en ces termes à l'aide de ces deux types d'entités fondamentales : 

« La nature, dans le cosmos, a été mise en harmonie à partir de ce qui limite et de ce qui est illimité — le cosmos pris comme un tout ainsi que tout ce qu'il contient. »

— Philolaos, (Diels, Fragments des Présocratiques, 2 B 47.)
On peut considérer les illimités comme des continus sans limite intrinsèque, parmi eux figurent l'air, l'eau, la terre, mais aussi le vide et le temps. Les limitants établissent des limites au sein d'un continuum : ce sont par exemple les principes structurants comme les formes. Ainsi, un arbre est une combinaison d'un continu intrinsèquement illimité, le bois, et de principes structurants, la forme et la structure de l'arbre. Philoloas en conclut que les objets particuliers aussi bien que le cosmos sont des combinaisons de limitants et d'illimités qui obéissent à une harmonie, selon des rapports mathématiques. De même, l'origine du cosmos est un feu (illimité) au centre d'une sphère (limitant). Puisque le monde a besoin des contraires pour exister, Théophraste affirme que les pythagoriciens ont pensé que le pouvoir divin est limité et qu'il ne peut ni ne veut ramener le bien au meilleur.
- La polarité

### Des mathématiques à l'harmonie du monde
La doctrine pythagoricienne du nombre est avant tout une symbolique numérique, qui a subi l'influence à la fois de la pseudo-science des Chaldéens et du symbolisme mathématique de la philosophie milésienne de la nature. Il ne s'agit pas d'une simple théorie arithmétique. Elle trouverait son origine dans la découverte par Pythagore des lois naturelles établissant un rapport entre la longueur de la corde de la lyre et la hauteur de la note émise par elle ; par extrapolation, il généralisa ces lois en déclarant que tout, dans la vie humaine comme dans le cosmos, était soumis au nombre, en tant qu'essence qualitative des choses, et non comme moyen d'exprimer des quantités mesurables. Le nombre est le principe de toute chose, et chaque nombre est associé à une figure ; toutes les choses créées ont chacune un nombre pour symbole, ainsi Aristote cite la formule pythagoricienne suivante : « La justice est un nombre à la deuxième puissance », en grec : ἡ δικαιοσύνη ἀριθμός ἰσάκις ἴσος / ê dikaiosúnê arithmós isákis ísos, formule ayant pour clef les notions de moyenne proportionnelle et de médiation au sens théologique, d’où la restriction à l’étude des nombres entiers positifs : 
- 1 représentait la divinité : Héraclite, très proche des Pythagoriciens, disait aussi : « Le Un, cet unique sage, veut et ne veut pas être nommé Zeus[23] » ;
- 2 : la femme ;
- 3 ; l’homme ;
- 4 : la mère ;
- 10 : la fraternité pythagoricienne.

Cette association nombre-figure est le support d’une abstraction mathématique, car le nombre ne découle plus de résultats d’applications mathématiques - financières, agricoles, entre autres - mais se trouve dès lors posé comme principe premier (l’Arkhè) de connaissance. Il s’agit pour les pythagoriciens d’aller au plus près de la mystique des nombres, par l’établissement de lois entre arithmétiques. Il est notable que les ensembles arithmétiques connus par les pythagoriciens l’aient été par constructions itératives : cela découle en fait de la figuration des nombres. En partant d’une figure simple, tel le triangle formé de trois points, on peut agrandir l’ensemble en conservant sa forme mais en augmentant ses parties, pour arriver, par exemple, à un triangle formé de six points. Cette figuration non-figée est une abstraction importante pour l’Antiquité, d’autant qu’elle concernait également certains volumes (pyramides à bases triangulaire, carré, cylindre...). La comparaison des suites ainsi construites aboutit à la découverte de relations structurelles et générales entre des ensembles particuliers de nombres. Ces lois naturelles sont le noyau dur de la conception pythagoricienne des mathématiques, considérée comme ésotérique et sectaire, où les nombres entiers sont censés représenter la nature tout entière. Cette catégorie du nombre devient une fin en soi, un principe immuable qui a vocation à expliquer toutes choses, comme l'affirme Philolaos de Crotone. Découverte capitale promise à un grand avenir ; car après les lois numériques régissant les sons, la recherche sur la structure de la musique déboucha sur la connaissance de la nature de l'harmonie et du rythme, harmonie définie comme le rapport qui unit les parties au tout. 

« L'harmonie est l'unité d'un mélange de plusieurs, et la pensée unique de pensants séparés, ἐστί ἁρμονία πολυμιγέων ἕνωσις καί δίχα φρονεόντων συμφρόνησις / estí harmonía polumigéôn énôsis kaí dícha phroneóntôn sumphrónesis »

— Philolaos de Crotone (Diels, Fragments des Présocratiques I, 410, fr. 10.)
 L'idée mathématique de proportion fut dès lors appliquée au cosmos, gouverné par des lois inflexibles : la notion d'harmonie du monde signifiait à la fois l'harmonie musicale et toute structure mathématique bien équilibrée, soumise à de strictes lois géométriques : « Dans tous les aspects de la vie grecque, l'influence ultérieure de cette conception fut incommensurable. Elle affecta non seulement la sculpture et l'architecture, mais aussi la poésie et la rhétorique, la religion et la morale », écrit le grand helléniste Werner Jaeger.

### Astronomie
Les Pythagoriciens avaient bâti toute une théorie sur les rapports du zodiaque avec la migration des âmes : « Le Cancer et le Capricorne marquaient les deux portes du ciel. Soit pour descendre dans la génération, soit pour remonter à Dieu, les âmes devaient donc nécessairement franchir l'une d'elles. Par la porte du Cancer, chute des âmes sur la terre ; par la porte du Capricorne, ascension des âmes dans l'éther. »
D’après Philippe d'Oponte, certains pythagoriciens réfutaient l'idée que ce soit par interposition de la Terre ou de la Lune qu’ont lieu les éclipses lunaires.
- Le ciel et les nombres
- L’anti-Terre

### Éthique et métaphysique
- Voir Acousmates (dans l’article Pythagore)

Les témoignages d'Ion de Chios et d'Hérodote attestent des liens de Pythagore avec l'orphisme et de sa connaissance des destinées de l'âme après la mort ; le zèle du philosophe en matière de rituels initiatiques et son souci de la survie de l'âme soulignent l'importance de la doctrine pythagoricienne de la métempsycose ou de la palingénésie. Elle promet à ses initiés qu'ils échapperont au cycle douloureux de la métempsycose s'ils savent mener une vie vertueuse, pratiquer un certain ascétisme et accomplir de nombreux rites de purification. L'idée capitale capable d'introduire une parfaite cohérence entre l'identité de l'âme et le cycle de ses destinées successives est celle du jugement des âmes par un dieu suprême : cette notion essentielle dans une doctrine mystique est déjà mentionnée par Platon. Un tel enseignement favorisait aussi le développement de vertus morales comme la maîtrise de soi, l'importance de l'amitié et de l'entraide mutuelle, même si les membres de la communauté ne se connaissaient pas, et une conduite bien réglée de la vie quotidienne par une éthique d'ascétisme et d'abstinences ; certains comportements étaient prescrits comme se mettre en mouvement du pied droit, porter tels vêtements, avoir tels comportements envers ses concitoyens : Pythagore à cet égard apparaît comme « un grand maître en matière de morale, un véritable précurseur de Socrate et du Christ ».

### Interdits alimentaires et végétarisme
D'après les maximes pythagoriciennes citées par Aristote, il était interdit de manger certains poissons comme le mulet et le bogue, et certains organes animaux comme le cœur et la matrice ; mais on ignore si ces interdictions étaient appliquées à la lettre ou s'il convenait de les interpréter pour leur donner un sens plus profond : ainsi, la règle qui demande de « ne pas manger le cœur » (ou, selon une autre traduction, « ne pas ronger son cœur ») a pu signifier dès le début du IVe siècle av. J.-C. qu'il ne faut pas se tourmenter dans le malheur. L'une des interdictions alimentaires dont l'authenticité est le mieux attestée concerne la consommation des fèves. Aristote fournit à son sujet plusieurs explications obscures ; elle s'explique peut-être par une allergie à un certain acide aminé qu'elles contiennent. La question du végétarisme est plus délicate à trancher, les témoignages des Anciens se contredisant déjà au IVe siècle av. J.-C. Il est possible que Pythagore ait été un végétarien strict, le philosophe Empédocle, dans la génération qui suivit Pythagore, ayant clairement condamné le régime carné qu'il assimilait au cannibalisme. Cette règle du végétarisme est encore présentée, à l'époque impériale, comme un dogme authentique du Maître par le néopythagoricien Ovide qui fait dire à Pythagore : « Gardez-vous, mortels, de souiller vos corps par les aliments néfastes que proscrivent les dieux. Nourrissez-vous sans qu'il vous soit besoin de tuer et de verser le sang. » Existait-il différents degrés d'initiation au sein des communautés pythagoriciennes, pouvant expliquer que la pratique du végétarisme variait selon le grade de ses adeptes ? La question reste ouverte.

### Politique
L’activité politique des pythagoriciens est — semble-t-il — très intense, en particulier dans les états-cités de Grande-Grèce. Le modèle social de la fraternité pythagoricienne impliquerait une prise de position en faveur du régime démocratique où traditionnellement, une aristocratie détient le pouvoir, et en l’occurrence, les savoirs. Néanmoins, cet engagement démocratique est contestable, puisque l’exemple d’Archytas de Tarente montre que l’équilibre politique recherché par les pythagoriciens n’impliquait pas nécessairement un régime démocratique. De plus, Platon fait une distinction tranchée entre Pythagore et les législateurs : il paraît donc très vraisemblable que le pythagorisme n'a pas prôné une ligne politique particulière. Mais, aux yeux de ses adversaires, il pouvait apparaître comme formant des cercles politiques suspects. En effet, les pythagoriciens se dotent au Ve siècle av. J.-C. d'un mode de vie qui les sépare de la collectivité : interdits complexes et pratique d'une existence communautaire débutant, semble-t-il, par une règle de cinq années de silence. Ils exercent durant un temps le pouvoir à Crotone, du vivant de Pythagore, mais leurs concitoyens finissent par se révolter en incendiant leurs maisons et en massacrant les membres de leur secte. Le maître lui-même dut chercher refuge à Métaponte. Cette émeute populaire est à l’origine de la disparition de l’école pythagoricienne, mais les disciples, puis bientôt les néopythagoriciens, continuent d'entretenir pendant longtemps la doctrine de leurs maîtres.

## Les pythagoriciens

### Les pythagoriciens anciens
Ce que nous savons des pythagoriciens anciens est très succinct. C'est seulement à partir d’Alcméon de Crotone que les témoignages disponibles sont plus fournis.

#### Cercops
Cercops aurait été le rival d’Hésiode, mais peut-être s'agit-il d'un homonyme de Milet. Selon une tradition rapportée par Cicéron, Cercops serait l’auteur du Poème orphique, d'une Descente aux Enfers et d'un Traité sacré.

#### Brontin
Originaire de Métaponte, il semble avoir été le père de Théanô, femme de Pythagore. Selon certaines traditions mises en doute dès l’Antiquité, il aurait eu Empédocle pour disciple. On lui attribue Le Péplos, Le Filet et Les Éléments de la nature selon la Souda ; et un traité De l’intellect et de l’entendement également.

#### Théano ou Déinono
Ces deux noms désignent peut-être la même personne. Selon Jamblique, elle était la fille de Brontin et l’épouse de Pythagore, et était considérée comme une femme remarquable tant par sa sagesse que par sa personnalité :

« La femme doit offrir un sacrifice à l’instant même où elle quitte le lit de son époux. »

Elle se fait le porte-parole des femmes de Crotone qui demandent à Pythagore « d’entretenir leurs maris du respect dû à l’épouse. » Les règles de vie pythagoriciennes interdisent aux maris de battre leur femme, et imposent aux maris l'observation d'une fidélité absolue.

#### Calliphon
Il fut médecin pythagoricien, prêtre d'Asclépios originaire de Crotone et père de Démocédès.

#### Parméniscos ou Parmicos
Riche citoyen de Métaponte, on rapporte qu’il perd la faculté de rire après être descendu dans l’antre de Trophonios, et qu’il cherche à la retrouver en consultant la Pythie. Il aurait vendu, avec Orestadas, le philosophe Xénophane comme esclave.

### Période moyenne

#### Alcméon de Crotone
Iccos de Tarente 
Fils de Nicolaïodas, médecin, athlète vainqueur du pentathlon aux Jeux olympiques, théoricien de la lutte et maître de gymnastique. Son acmé est datée de la 77e olympiade, de 472 à 469 av. J.-C. Platon rapporte que son mode de vie pendant sa carrière est très strict en ce qui concerne le commerce avec les femmes et les adolescents. Le régime alimentaire — désigné par l’expression « repas d’Iccos » — devient proverbial pour désigner un régime parfait qui ne comprend rien de superflu, ce qui semble correspondre aux mœurs et au mode de vie pythagoriciens, mais il était peut-être sophiste.

#### Paron
Il considère, en s’opposant à Simonide de Céos, le temps comme un lieu d’oubli, tout-ignorant,.

#### Ameinias(el)
Fils de Diochètas et ami de Parménide à qui il inspire le goût de l’étude ; honnête homme, il vit dans la pauvreté, et Parménide lui fait bâtir un tombeau après sa mort.
Un Athénien porte également ce nom, il fut archonte vers 438/435 av. J.-C., ainsi qu'un Lacédémonien. Il n'est actuellement pas possible de savoir si Ameinias le pythagoricien peut être identifié à l’un de ces deux homonymes.

### Pythagoriciens tardifs
Au Ier siècle av. J.-C. le pythagorisme comme religion connaît une brillante renaissance, dont témoigne la Basilique souterraine de la porte Majeure à Rome. Les confréries pythagoriciennes célèbrent alors de véritables mystères, analogues à ceux de l'orphisme : les fameuses lames d'or, enterrées avec le mort, portant des formules eschatologiques et découvertes dans les tombes à Thurium, ainsi qu'à Pétalia et Éleutherne de Crète, en apportent peut-être la preuve.
- Ménestor
- Xouthos ou Bouthos 
 Il est possible que ce pythagoricien soit Ion de Chios, puisque ce dernier est surnommé « Xouthos ».

Archippos 
 D'après Jamblique, Archippos (de) est le seul pythagoricien avec Lysis de Tarente à avoir échappé à l'incendie allumé par les hommes de Cylon de Crotone après le bannissement des fraternités pythagoriciennes. Plutarque dit que les rescapés sont Philolaos et Lysis de Tarente. Après l'incendie, Archippos retourna à Tarente et Lysis à Thèbes.
- Ocellos de Lucanie
- Hicétas
- Ecphantos
- Xénophile de Chalcis
- Échécrate
- Lycon 
 Lycon (ou Lycos) de Tarente, botaniste et auteur d’une Vie de Pythagore[52]. Il semble avoir compilé des anecdotes assez fantaisistes sur certains philosophes[53].

Noms auxquels on peut ajouter[réf. nécessaire] :
- Amyclas
- Archytas de Tarente
- Arion
- Boïdas
- Clinias
- Damon
- Damon le musicien
- Dioclès
- Euphranor
- Eurytos de Tarente
- Hippocrate de Chio
- Hippon de Samos[54]
- Hippodamos
- Ion de Chios
- Lysis de Tarente
- Myonide
- Opsimos
- Phaléas
- Phanton
- Philolaos de Crotone
- Phintias
- Polyclète
- Polymnastos
- Proros
- Théodore de Cyrène
- Timée de Locres
- Thrasyclès

## Liste des pythagoriciens selonJamblique
Voici un catalogue établi par Jamblique, qui comprend des noms de philosophes sur lesquels aucune information n'a été retrouvée :

### Crotone
- Alcméon
- Agéas
- Agélas
- Agylos
- Antimédon
- Bouthos
- Bryas
- Cléophron
- Cléosthène
- Damoclès
- Dymas
- Ecphantos
- Égon
- Énadros
- Épysylos
- Ératos
- Hémon
- Hipposthène
- Hippostrate
- Itanée
- Léophron
- Ménon
- Milon
- Myllias
- Onatas
- Phyciadas
- Rhodippos
- Syllos
- Timée

### Métaponte
- Agésarque
- Agésidamos
- Alcias
- Aliochos
- Alopécos
- Antimène
- Aristée
- Aristomène
- Astylos
- Brontin
- Chilas
- Dacidas
- Damarménos
- Damotagès
- Énée
- Épiphron
- Euphémos
- Euryphémos
- Eurytos
- Évandre
- Glycinos
- Iriscos
- Lacratès
- Lacritos
- Laphaon
- Léocyde
- Léon
- Mégistas
- Mélésias
- Orestadas
- Parmicos
- Proclès
- Pyrrhon
- Rhexibios
- Trasymède
- Trhaséos
- Xenocade
- Xénophante

### Agrigente
- Empédocle

### Élée
- Parménide

### Les femmes pythagoriciennes
Jamblique donne les noms de dix-sept femmes qui suivirent la doctrine de Pythagore : 
- Abrotélie
- Autocharidas
- Boio et Babélyca d’Argos
- Byndaco, sœur d’Ocellos
- Chilonis
- Cratésicléi
- Échécratéia
- Habrotéléia
- Myia
- Lasthénie de Mantinée
- Nisthéadousa de Sparte
- Philtys, fille de Théophris de Crotone
- Pisirrhodè de Tarente
- Théano
- Timicha, épouse Myllias de Crotone
- Tyrrhénis

## Autres Pythagoriciens
- Aïsara
- Apollonios de Tyane
- Bryson
- Diodore d'Aspendos
- Lamiscos de Samos
- Lycon de Iasos
- Métrodore de Chio
- Pythoclidès de Céos